# اهم ۲۴۷۵۰
سیارک ۲۴۷۵۰ (به انگلیسی: 24750 Ohm، نامگذاری:1992SR17) بیست و چهار هزار و هفتصد و پنجاهمین سیارک کشف شده‌است که در ۲۴ سپتامبر ۱۹۹۲ کشف شد.
قدر مطلق سیارک برابر ۱۳.۵ است.